# Kato Pyrgos
Kato Pyrgos (griechisch Κάτω Πύργος) ist eine Gemeinde im Bezirk Nikosia in der Republik Zypern. Bei der Volkszählung im Jahr 2021 hatte sie 919 Einwohner. Sie befindet sich nahe der UN-Pufferzone.

## Name
Der Name Kato Pyrgos leitet sich wahrscheinlich von einem mittelalterlichen Turm ab, der sich in der Umgebung des heutigen Ortes befand. Eine volkstümliche Legende berichtet von einer Königin, deren drei Töchter jeweils für den Bau zweier Türme und einer Wasserversorgung verantwortlich gewesen seien – eine mögliche Erklärung für die Existenz der beiden benachbarten Siedlungen Pano Pyrgos („Oberer Turm“) und Kato Pyrgos („Unterer Turm“). Der Küstenhügel „Troulli“ mit einer noch erhaltenen Turmruine wird ebenfalls mit dem Ortsnamen in Verbindung gebracht. Der dortige Turm, vermutlich aus der venezianischen Periode, diente als Wachturm oder Leuchtturm und wurde als mittelalterliches Bauwerk identifiziert.

## Lage und Umgebung

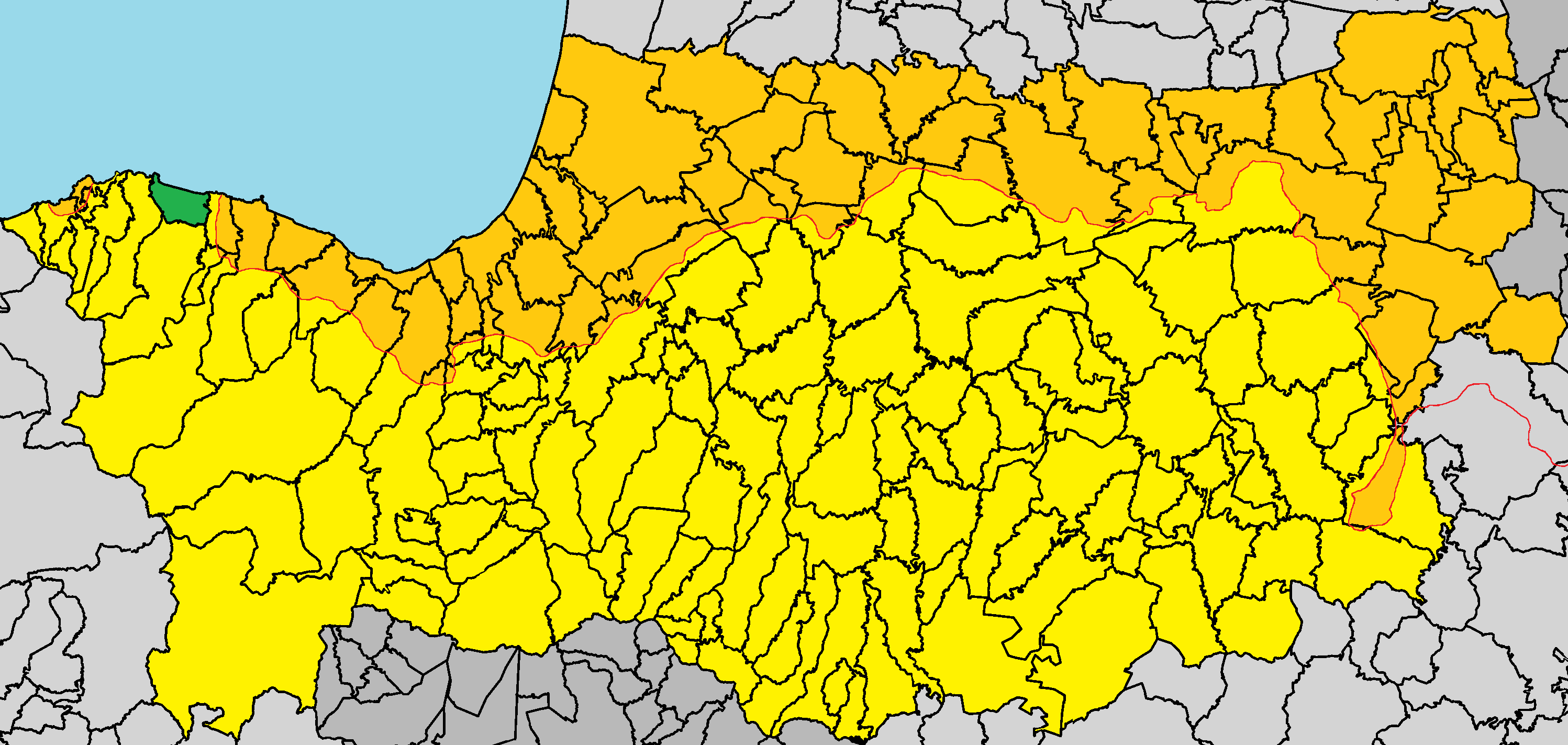
Lage im Bezirk Nikosia

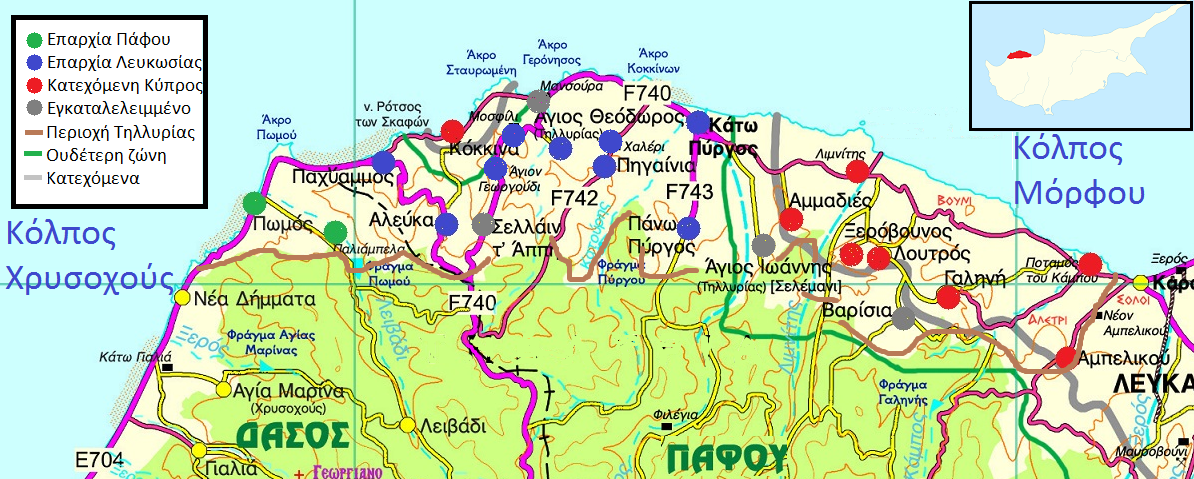
Kato Pyrgos (Κάτω Πύργος) in Fettschrift auf einer Karte der Tillyria-Halbinsel

Kato Pyrgos liegt auf der Tillyria-Halbinsel an der Bucht von Morfou im Nordwesten der Mittelmeerinsel Zypern auf einer Höhe von etwa 10 Metern, etwa 80 Kilometer westlich von Nikosia, 115 Kilometer von Limassol, 120 Kilometer von Larnaka und 90 Kilometer von Paphos entfernt. Das 6,19278 Quadratkilometer große Dorf grenzt im Osten an das nordzyprische Ammadies, im Süden an Pano Pyrgos und im Westen an Pigenia. Das Dorf kann über die Straßen F740 und F743 erreicht werden.
Aus geologischer Sicht wird das Verwaltungsgebiet des Dorfes von den Laven des Troodos-Ophiolith-Komplexes und den jüngsten alluvialen Ablagerungen des Holozäns dominiert. Auf diesen Gesteinen entwickelten sich Braunerden und Schwemmböden. Die Umgebung des Dorfes ist landwirtschaftlich geprägt, wobei der Anbau von Zitrusfrüchten eine zentrale Rolle spielt. Daneben werden verschiedene Obstsorten wie Pfirsiche, Feigen, Bananen und Birnen kultiviert. Auch Oliven- und Nussbäume sind verbreitet. Die landwirtschaftliche Bewässerung erfolgt über Bohrungen sowie über ein nahegelegenes Rückhaltebecken mit einer Kapazität von rund 285.000 Kubikmetern.
In Kato Pyrgos gibt es drei bedeutende Flüsse: Der Flegias (griechisch Φλέγιας), später Flevas (griechisch Φλέβας), entspringt im Staatswald von Paphos und bei Kato Pyrgos ins Meer. Der Potamoudi (griechisch Ποταμούδι) fließt von Pano Pyrgos durch Kato Pyrgos und trägt in geringem Maße zur Grundwasserbildung bei. Der Katouris (griechisch Κατούρης), ein saisonaler Wildbach, entspringt ebenfalls im Staatswald von Paphos und speist einen Staudamm. Auch er versorgt die örtlichen Wasserreserven für die landwirtschaftliche Nutzung.

## Geschichte
Archäologische Funde, insbesondere am Standort „Koilada–Pallialona“, belegen die Existenz von Gräbern aus der hellenistischen und römischen Zeit. Weitere Funde, darunter Münzen, Keramik, eine Bronzespange und ein Kreuz, zeugen von einer kontinuierlichen Besiedlung während des Mittelalters. Das Kloster Kykkos förderte mehrere archäologische Erhebungen in der Umgebung.
Pano Pyrgos, die höher gelegene Nachbargemeinde, ist die ältere der beiden Siedlungen. Ihre Lage in der Nähe des Troodos-Gebirges begünstigte insbesondere in früheren Jahrhunderten die Holz- und Viehwirtschaft. Kato Pyrgos entstand hingegen ursprünglich als kleine Küstensiedlung, die als Rastplatz diente. Eine Karawanserei, die 1879 vom britischen Reiseschriftsteller Samuel Baker erwähnt wird, markierte den Beginn der dauerhaften Besiedlung. Auf der Kitchener-Karte von 1878 bis 1883 erscheint der Ort erstmals als „Konakia tou Pyrgou“.
Die Forstpolitik der britischen Kolonialverwaltung Ende des 19. Jahrhunderts führte zu Einschränkungen in der Wald- und Weidewirtschaft, was Pano Pyrgos wirtschaftlich schwächte. Zugleich begünstigte der Ausbau der Verkehrsinfrastruktur – insbesondere die Eröffnung der Straße von Polis Chrysochous über Xeros nach Nikosia im Jahr 1901 – die Entwicklung der Küstensiedlung. Bereits 1905 wurde in Kato Pyrgos eine Polizeistation eingerichtet, dem weitere öffentliche Einrichtungen folgten. Im Laufe des 20. Jahrhunderts entwickelte sich der Ort zur größeren und bedeutenderen Siedlung.
Zwischen 1964 und 1974 war in Kato Pyrgos ein Kontingent der UN-Friedenstruppen stationiert. Während der Krise um das benachbarte Mansoura-Kokkina im September 1964 wurde der Ort Ziel türkischer Luftangriffe. Seit der Teilung Zyperns im Jahr 1974 ist Kato Pyrgos vom übrigen, unter Kontrolle der Republik Zypern stehenden Teil der Insel isoliert, was sich negativ auf seine wirtschaftliche und demografische Entwicklung ausgewirkt hat.

### Bevölkerungsentwicklung
Erste Aufzeichnungen aus dem späten 19. Jahrhundert zeigen, dass der heutige Ort zunächst nur mit wenigen Einwohnern bestand.
Bei der ersten offiziellen Volkszählung 1881 wurde lediglich Pano Pyrgos als eigenständiges Dorf mit 300 Einwohnern registriert. Der damals noch winzige Ort Konakia tou Pyrgou, der später zum Kern des modernen Kato Pyrgos wurde, war zwar kartografisch verzeichnet, wurde jedoch noch nicht separat erfasst. Konakia tou Pyrgou erschien erstmals 1891 mit fünf Einwohnern in den Statistiken. In den folgenden Jahrzehnten wuchs die Siedlung stetig: 1901 lebten in Konakia tou Pyrgou bereits 11 Menschen, während Pano Pyrgos 432 Einwohner zählte. Bis 1911 hatte sich die Bevölkerung des Ortes auf 52 Einwohner mehr als vervierfacht, während Pano Pyrgos nur leicht wuchs. Mit der Volkszählung 1931 wurde Kato Pyrgos erstmals als eigenständiger Ort geführt.
Die folgende Tabelle zeigt die Bevölkerung des Dorfes, wie sie in den in Zypern durchgeführten Volkszählungen erfasst wurde.
| Jahr      | 1931 | 1946 | 1960 | 1976 | 1982 | 1992 | 2001 | 2011 | 2021 |
| Einwohner | 329  | 787  | 1049 | 1118 | 1017 | 1155 | 1120 | 1036 | 919  |

## Kultur und Sehenswürdigkeiten
- Eine Natursehenswürdigkeit ist die Eiche im Dorfzentrum. Sie wurde 1898 gepflanzt, ist 20 Meter hoch und hat einen Umfang von 4,25 Metern. Sie gilt als Wahrzeichen des Ortes.[27]
- Die Region ist bekannt für den Chalitzi, einen weichen Ziegenkäse, sowie für ihre lokalen Feigen. Das mediterrane Klima fördert zudem den Anbau zahlreicher Obstbäume.[5]

### Kirchen

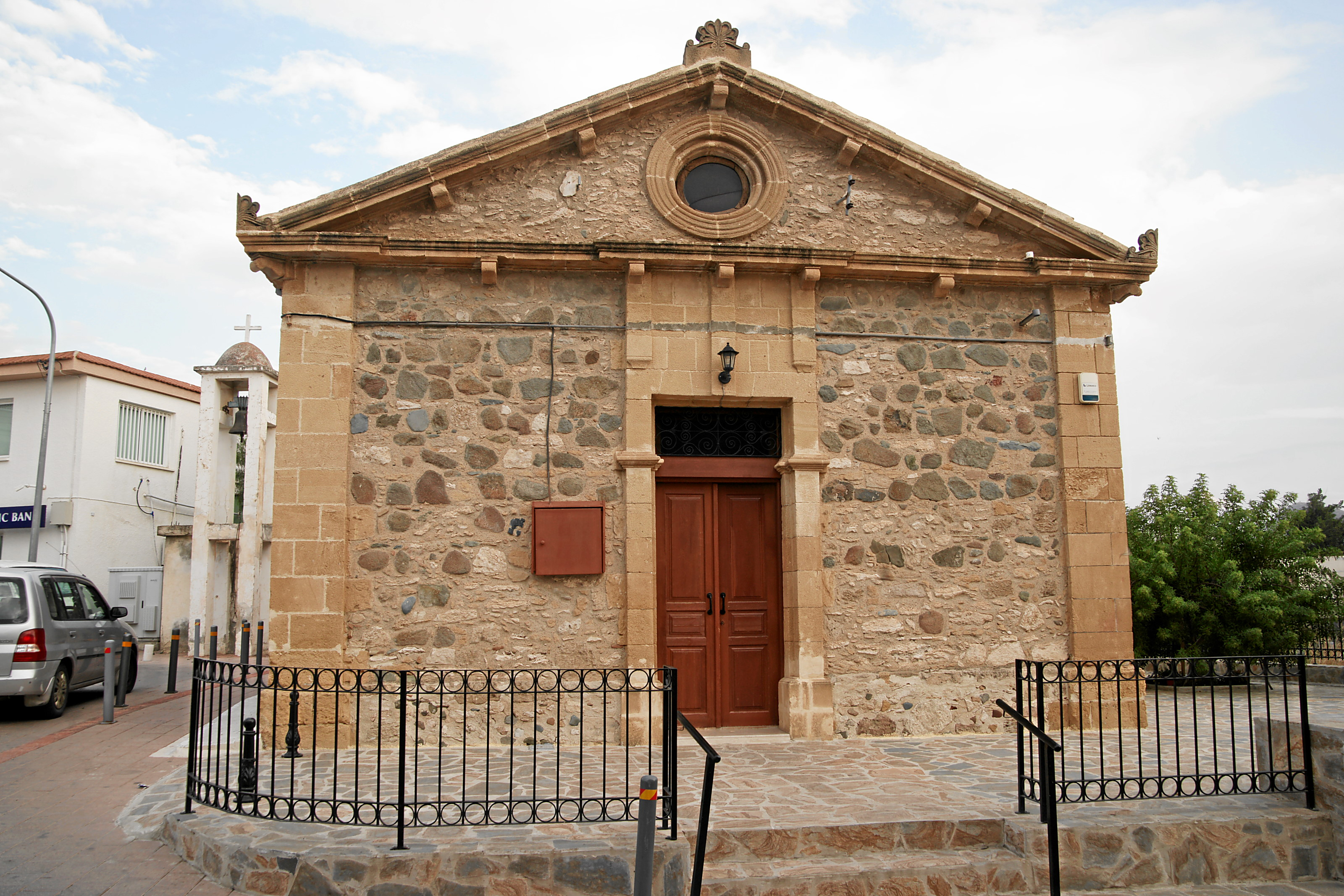
Kirche Agia Irini

- Die Kirche Agia Irini ist ein historisches Gotteshaus aus dem Jahr 1923 und gehört zu den ältesten Kirchen des Ortes.

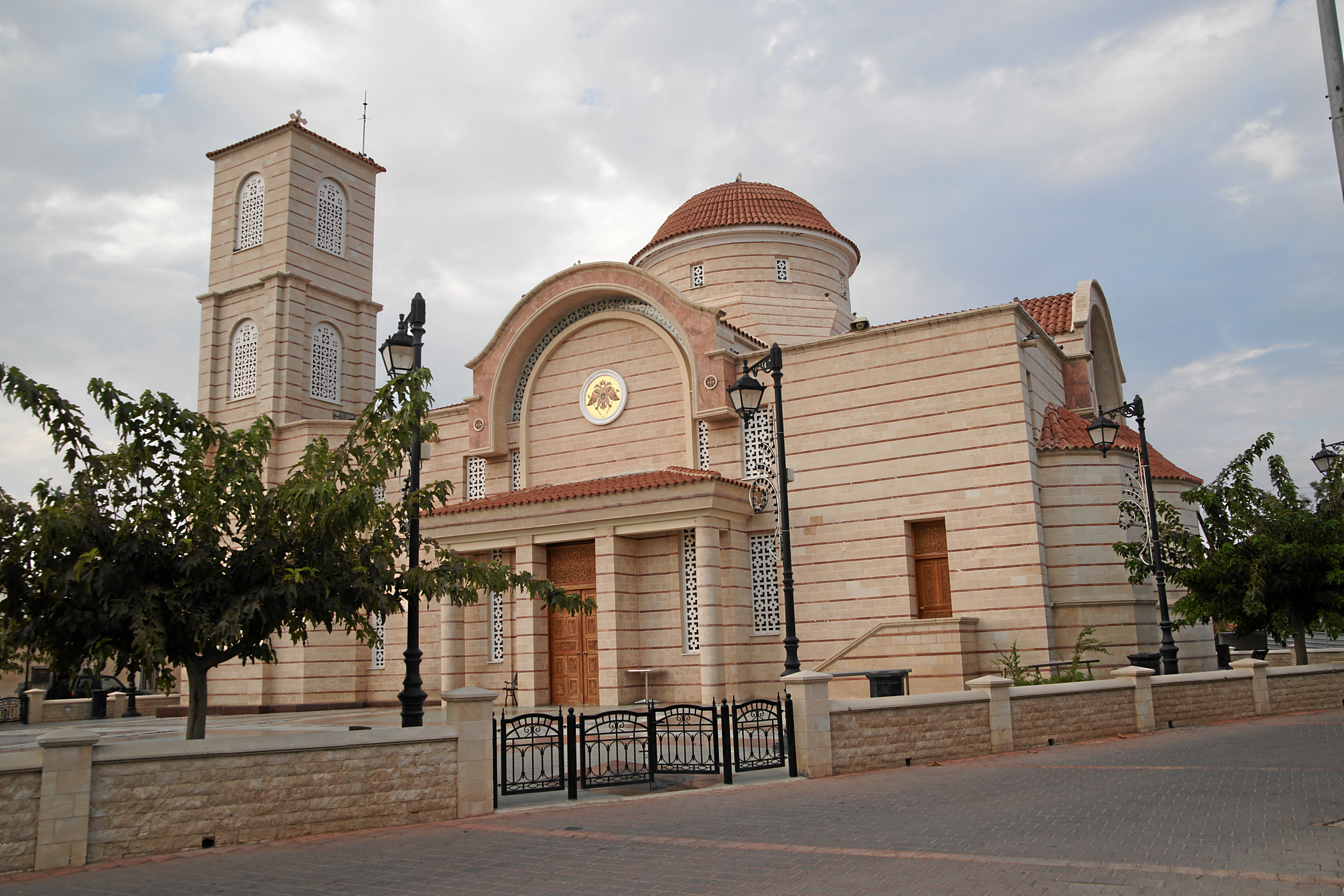
Kirche Agios Konstantinos und Agia Eleni

- Die neue Kirche ist Agios Konstantinos und Agia Eleni gewidmet.
- Die Kapelle Agios Stylianos befindet sich ebenso im Dorfgebiet und zählt zu den lokalen Andachtsstätten.

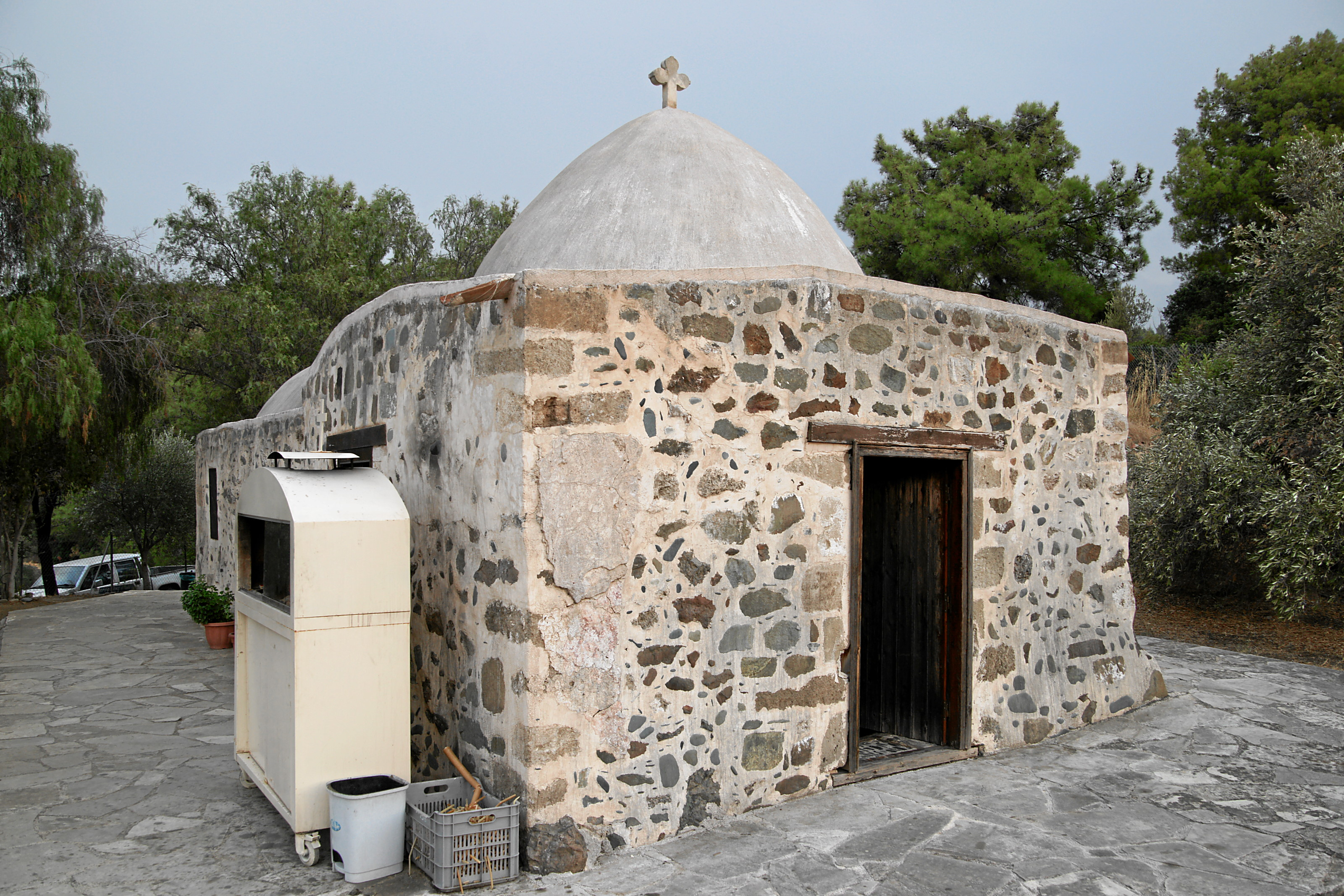
Kirche Panagia Galoktisti

- Die Panagia Galoktisti ist ein besonderes Bauwerk auf einem Hügel zwischen Kato und Pano Pyrgos. Im Inneren befinden sich Wandmalereien aus zwei Phasen, dem 12. und dem 14. Jahrhundert. Sie zählt zu den ältesten Kirchenbauten Zyperns.
- Die Kapelle Profitis Ilias wurde 1917 errichtet.[27]

### Denkmäler
- Ein Denkmal neben dem Gemeindeamt erinnert an Andreas Iraklus (aus Kato Pyrgos) und Socrates Konstantinidis (aus Moutoullas), die am 3. März 1994 bei einer Minenexplosion ums Leben kamen.
- Ein weiteres Denkmal im Hof der Grundschule ist den EOKA-Helden Georgios Nikolaou und Stelios Tritaios gewidmet, die 1956 bzw. 1958 infolge britischer Folter starben.
- Im Schulhof der Sekundarschule von Kato Pyrgos befindet sich ein Denkmal für sechs weitere Helden der Gemeinde: Savvas Neophytou, Christodoulos Agapiou, Costas Agapiou, Spyros Dimosthenous, Martha Sofokleous und Pavlos Mavrogenis.[27]

## Bildung
In Kato Pyrgos gibt es ein Kindergarten, eine Grundschule sowie eine kombinierte Sekundarschule (Gymnasium-Lyzeum).